# Психодром (фильм)
«Психодром» или «Проказник из психушки» (англ. The Couch Trip) — кинофильм. Снят по мотивам романа Кена Колба «Путешествие на диване» (1971).

## Сюжет
Компьютерный мошенник Джон Бернс, узнавший, что его скоро могут признать вменяемым, сбегает из психиатрического отделения при тюрьме и направляется в Лос-Анджелес. Здесь ему, выдавая себя за психиатра по имени Лоуренс Бэрд, удаётся устроиться радиоведущим на одно психотерапевтическое шоу вместо доктора Мэйтлина, уехавшего на конференцию в Европу. Благодаря особому стилю Бернс резко поднимает рейтинги передачи, количество слушателей растёт, но в это время уехавший Мэйтлин встречает на конференции настоящего Лоуренса Бэрда и решает отомстить мошеннику.

## В ролях
- Дэн Эйкройд — Джон Бернс
- Уолтер Мэттоу — Дональд Беккер
- Чарлз Гродин — Мэйтлин
- Кэрол Манселл — Миссис Блэр